# Кооза
Ко́оза (ест. Koosa küla) — село в Естонії, у волості Пейпсіяере повіту Тартумаа.

## Населення
Чисельність населення на 31 грудня 2011 року становила 474 особи.

## Історія
До 23 жовтня 2017 року село входило до складу волості Вара.